# Tipula hokusaii
Tipula hokusaii är en tvåvingeart som beskrevs av De Jong 1984. Tipula hokusaii ingår i släktet Tipula och familjen storharkrankar. Inga underarter finns listade i Catalogue of Life.